# Recoverhallen
Recoverhallen är en bandyhall i Uppsala i Sverige, som invigdes den 11 september 2011 med en match mellan IK Sirius-HK Jenisej Krasnojarsk (5-4). Fram till 2021 hette hallen Relitahallen, men bytte namn i samband med att namnsponsorn Relita bytte namn till Recover.
Den 6 och 7 september 2013 arrangerades dubbla landskamper mot Finland för både A- och U23-landslagen i hallen.
I mars och april 2021 spelades den Svenska bandyfinalen för såväl damer som herrar i Recoverhallen.